# Воим (приток Воча)
Воим — река в России, течет по территории Усть-Куломского района Республики Коми и Гайнского района Пермского края. Устье реки находится в 119 км по левому берегу реки Вочь на высоте 133 м над уровнем моря. Длина реки составляет 52 км.

## Данные водного реестра
По данным государственного водного реестра России относится к Двинско-Печорскому бассейновому округу, водохозяйственный участок реки — Вычегда от истока до города Сыктывкар, речной подбассейн реки — Вычегда. Речной бассейн реки — Северная Двина.
Код объекта в государственном водном реестре — 03020200112103000015449.